# Peetie Wheatstraw
Peetie Wheatstraw, geboren als William Bunch (Ripley, 21 december 1902 - St. Louis, 21 december 1941) was een Amerikaanse bluespianist, -gitarist en singer-songwriter. Hij noemde zichzelf de 'schoonzoon van de duivel' of de 'hoofdsheriff van de hel'.

## Biografie
Over zijn kindertijd is weinig bekend. Zijn familie verhuisde kort na zijn geboorte naar Cotton Plant. Al vroeg leerde hij piano en gitaar te spelen. In 1927 begon hij een leven als zwervend muzikant. In 1929 kwam hij naar St. Louis, waar hij de rest van zijn leven bleef als muzikant. Hij nam de artiestennaam Peetie Wheatstraw aan, naar een Afro-Amerikaanse legende en schiep de duivelsmythe om de publieksinteresse te verhogen.
Naar het voorbeeld van het door hem bewonderde duo Leroy Carr (piano) en Scrapper Blackwell (gitaar) speelde Wheatstraw samen met veel grootheden van de blues, waaronder de gitaristen Lonnie Johnson, Kokomo Arnold, Charley Jordan, Bumble Bee Slim, Willie Fields, Charlie McCoy en de pianisten Barrelhouse Buck en Champion Jack Dupree. Vaak trad hij ook alleen op, waarbij hij zichzelf meestal op de piano begeleidde. Vanaf 1930 nam hij in de loop van de jaren meer dan 170 platen op. Tot zijn bekendste nummers tellen Four O'Clock In The Morning en Tennessee Peaches Blues.
Wheatstraw beïnvloedde veel belangrijke bluesmuzikanten, waaronder Robert Johnson, die enkele nummers van Wheatstraw herbewerkte tot zijn eigen songs. Zo werd b.v. uit King Of Spades de Little Queen Of Spades.
De schrijver Ralph Ellison gebruikte Wheatstraw als voorbeeld voor figuren in zijn romans Invisible Man en Juneteenth.

## Overlijden
Peetie Wheatstraw overleed op zijn verjaardag in december 1941 op 39-jarige leeftijd op het hoogtepunt van zijn carrière. Zijn auto werd in St. Louis gegrepen door een trein.
- Bibliothèque nationale de France: cb13948287b (data)
- Gemeinsame Normdatei: 134555511
- International Standard Name Identifier: 0000 0003 6837 3068
- Library of Congress Control Number: n86146212
- MusicBrainz: 4b522d01-7efd-478b-9910-1f9d7de40f72
- Nederlandse Thesaurus van Auteursnamen: 297445049
- SNAC: w6ct179t
- Système universitaire de documentation: 202646130
- Virtual International Authority File: 51880671
- WorldCat: E39PBJyMc6J7DWxpPjPkMJwV4q